# Al-Hardana (Hama)
Al-Hardana (arab. الحردانة) – wieś w Syrii, w muhafazie Hama. W 2004 roku liczyła 142 mieszkańców.